# بولخوویتسه (استان اشوی‌داشکسیه)
بولخوویتسه (به لهستانی: Bolechowice) یک منطقهٔ مسکونی در لهستان است که در گمینا شتکووکا-نووینه واقع شده‌است. بولخوویتسه ۵۴۵ نفر جمعیت دارد.